# 보티 (영국)

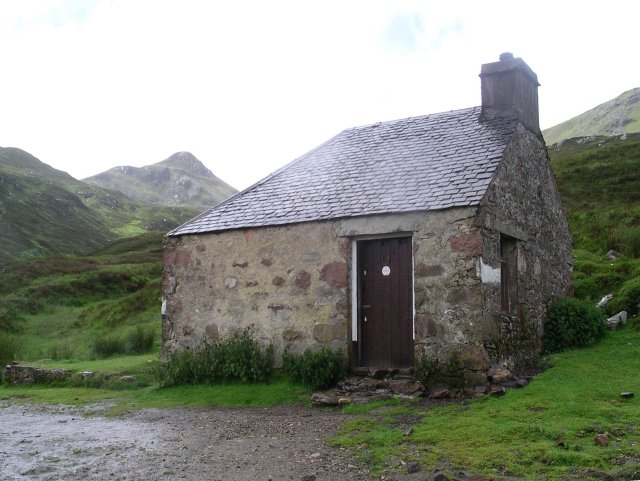

보티(Bothy)는 기초적인 대피소이다. 일반적으로 문 잠금이 해제된 상태로 유지되며 누구나 무료로 이용할 수 있다. 이는 일반적으로 정원사 또는 부동산의 기타 근로자를 위한 기본 숙박 시설에 대한 용어이기도 했다. 둘 다 스코틀랜드, 북잉글랜드, 얼스터, 웨일스의 외딴 산악 지역에서 발견된다. 이는 스코틀랜드 고원에서 특히 흔하지만 관련 건물은 전 세계에서 찾을 수 있다(예: 북유럽 국가에는 야생 오두막이 있습니다). 보티는 또한 루이스섬의 준법적 술집이었다. 보탄 에라파이드(Bothan Eòrapayh)와 같은 이곳은 최근까지 현지 남성들의 모임 장소로 사용되었으며 종종 오래된 오두막이나 캐러밴에 위치했다.

## 같이 보기
- 크라노그
- 산장
- 토속건축